# Alvin Lewis
Alvin Milando Lewis (Amsterdam, 24 oktober 1971) is een Nederlands gitarist, componist, muziekproducent etc.
Alvin Ronde is de tweelingbroer van de veel bekendere zangeres Berget Lewis. Hun vader Henry Ronde was zanger (The Silver Tones) geboren in Suriname, hun moeder Olga Lewis komt uit Brits-Guiana. De ouders brachten meer Caribische muziek naar Nederland, zo kwam er meer aandacht voor de calypso en soca. Vader raakte mede door zijn muzikantenbestaan en echtscheiding tijdelijk uit beeld, waarbij Alvin en Berget de naam van hun moeder aannamen..
De tweeling groeide op aan de Hoofdweg in Amsterdam-West en Emmastraat in Amsterdam-Zuid. Met name in Amsterdam-Zuid ondervond het gezin weerstand in racisme en discriminatie tot knokploegen aan toe, het doofde wel langzaam uit. Alvin Lewis zat naar eigen zeggen al van jongs af aan te plukken aan de gitaar van zijn oudere broer. Die gaf hem toen Alvin acht was zijn eerste gitaar, de verzameling gitaren groeide vervolgens uit tot rond de dertig stuks. Moeder nam zowel Berget als Alvin mee na de Maranathakerk van de Pinkstergemeente in de Cabotstraat, maar Alvin paste (ook als muzikant) steeds minder in de strakke regels van de religie. Wat bleef was de inspiratie van de aldaar gezongen gospels. In de Amsterdam-Zuidtijd raakte hij bevriend met Tjeerd Oosterhuis en Trijntje Oosterhuis, die om de hoek in de Van Breestraat woonden. .
In 2008 kwam HAYP van de grond, dat muziekevenementen organiseert, geluidsstudio’s beheert en muzikanten inschakeld voor concerten. Daarbij wordt niet alleen het gospelgenre bediend, maar muziek binnen de meest uiteenlopende genres, waaronder Ladies of Soul, Ali B, Katja Schuurman (Grote Ademnood Discobal) en danseres Alida Dors (Surrender voor Theater Rotterdam). Voorbeelden voor Lewis zijn James Brown, Sly & the Family Stone, George Clinton en Nina Simone. Hij sprak in 2025 de wens uit om nog ooit te spelen bij Janet Jackson; de gezinsband werd wel de Jackson 5 van Amsterdam-Zuid genoemd. Ondertussen bleef/blijft hij actief met Total Touch (verleden), Alida Dors (Stadsschouwburg, Ladies of Soul (4 en 4 mei 2025: Ziggo Dome) en andere gezelschappen. .
Zijn verbintenis met Suriname komt ook in 2025 ook aan bod; samen met zus Berget reist hij in september 2025 naar dat land voor het televisieprogramma Het uur van de wolf..
In 2025 woont hij samen met levenspartner (sinds 2013) Trijntje Oosterhuis en hun samengestelde gezin (twee zonen van haar; een van hem en een dochter van beiden) in Abcoude..